# فيسنتي سولانو ليما
فيثينتي سولانو ليما (بالإسبانية: Vicente Solano Lima) (21 سبتمبر 1901 – 23 أبريل 1984)، ناشر صحفي وسياسي أرجنتيني محافظ معتدل، تولى منصب نائب رئيس الأرجنتين من 25 مايو 1973 إلى 13 يوليو 1973.

## حياته
وُلد فيثينتي سولانو ليما في رامالو بمقاطعة بوينس آيرس، انضم إلى حزب الشعب المحافظ أثناء دراسته في جامعة لا بلاتا. حصل على شهادة في القانون عام 1921، وعُيّن نائبًا في المجلس التشريعي للمقاطعة عام 1925، كما شغل مقعدًا في المجلس الأدنى للكونغرس الأرجنتيني مرتين بصفته عضوًا في حزب الديمقراطيين الوطنيين ذي التوجه الوسط-يميني. في عام 1928، اشترى سولانو ليما صحيفة إل نورتي بمدينة سان نيكولاس دي لوس أروييوس التي كانت تعاني من صعوبات مالية، فصارت الصحيفة الرائدة في سوق شمال شرق مقاطعة بوينس آيرس، وهي المنطقة التي تشمل رامالو، وأصبحت منبرًا للديمقراطيين الوطنيين الذين كانوا يسيطرون على أغلب مقاعد الكونغرس طوال معظم ثلاثينيات القرن العشرين.
أُغلقت الصحيفة عام 1948 عقب انتخاب الزعيم العمالي خوان بيرون رئيسًا عام 1946. ومع الإطاحة ببيرون في 1955، دفع الموقف المعادي الشديد للبيرونية لحزب الديمقراطيين الوطنيين سولانو ليما إلى الانفصال عن الحزب، وانضمامه إلى السيناتور ألبرتو فونروج لتأسيس حزب الشعب المحافظ عام 1958. دعم المحافظون الشعبيون سياسة التقارب مع بيرون المنفي، وانضموا إلى بيرونيين محظورين ضمن جبهة شعبية مشتركة في انتخابات 1963، التي رشحته للرئاسة، لكن تدخل الجيش وفرضه حظرًا على بيرونيين حال دون ذلك، مما أدى إلى ارتفاع غير مسبوق في نسبة الأصوات البيضاء.
ألغى الرئيس أليخاندرو لانوسي حظر بيرون قبل دعوته لانتخابات عام 1973، ودعم المحافظون الشعبيون المرشح بيروني البديل هيكتور كامبورا. رغم ارتباطه المحافظ، رشح سولانو ليما كمرشح لمنصب نائب الرئيس إلى جانب كامبورا اليساري، وحقق الثنائي فوزًا ساحقًا في 11 مارس. تولى المنصب في 25 مايو، وركّز سولانو ليما جهوده على زيادة أعداد الطلاب الجامعيين من الطبقات العاملة والدنيا في الأرجنتين. رافق الرئيس كامبورا في موكب خوان بيرون عند عودته من منفاه في مدريد في 20 يونيو؛ وعندما اشتعلت اضطرابات فجائية قرب المطار الدولي أثناء وصولهم، نجح نائب الرئيس في تفادي كارثة بتحويل رحلة الطائرة إلى مطار وقاعدة مورون الجوية. أدت الخلافات بين كامبورا ومستشار بيرون اليميني البارز خوسيه لوبيز ريغا إلى استقالة سولانو ليما من منصبه في 13 يوليو، أعقبه استقالة كامبورا.
فكر سولانو ليما في التقاعد في إسبانيا مع تفاقم إصابته بالربو، لكنه اقتنع بالبقاء كمساعد أول للرئيس بيرون بعد انتخاب الأخير في انتخابات سريعة سبتمبر 1973. عينه بيرون رئيسًا لجامعة بوينس آيرس في مارس 1974، لكن وفاة بيرون في يوليو أدت إلى تقاعد سولانو ليما عن الحياة العامة بعد أيام قليلة. عاد إلى سان نيكولاس، حيث عمل في مهنة المحاماة مع عدد من أصدقائه، وأجرت معه وسائل الإعلام مقابلات كثيرة في السنوات التالية. توفي في بوينس آيرس عام 1984 عن عمر يناهز 82 عامًا.